# Lista de episódios de Code Geass: Lelouch of the Rebellion
Esta é uma lista dos episódios do anime Code Geass: A Rebelião de Lelouch.
| # | Título                               | Estreia           |
| --- | ------------------------------------ | ----------------- |
| 1 | "O dia em que o deus maligno nasceu" | ASA               |
| A história segue Lelouch vi Britannia, príncipe exilado da Britannia, que vive sob a identidade Lelouch Lamperouge. Sua antiga identidade foi declarada morta sete anos atrás, quando a Britannia conquistou o Japão, agora renomeada como Área 11. No momento, Lelouch está preso dentro de um caminhão rebelde antigovernamental enquanto foge das forças armadas britânicas após roubar um contêiner de gás venenoso. Durante a perseguição, Lelouch se reúne com seu amigo japonês, Suzaku Kururugi, que faz parte do exército. O contêiner se abre e revela uma garota de cabelos verdes, fazendo com que o superior de Suzaku emita uma ordem de execução para todas as testemunhas. Suzaku recusa e é baleado enquanto Lelouch foge com a garota. Encurralada pelos militares, a garota dá a Lelouch um poder chamado Geass antes de morrer. Com isso, Lelouch ordena que seus atacantes se matem. |                                      |                   |
| 2 | "O despertar do cavaleiro branco"    | 4 de maio de 2008 |
| Lelouch toma o Nightmare Flame de uma soldado britanniana, e a partir deste consegue informações de localização de todas as demais tropas. Então começa a coordenar por rádio as tropas terroristas, e rouba um estoque de Nightmares. Com estes, causa um estrago nunca antes visto nas tropas imperiais. O Departamento de Pesquisa oferece Lancelot, o primeiro e único Nightmare de sétima geração para reforço. Este é pilotado por Suzaku. As tropas terroristas são rapidamente derrotadas com este. Lelouch invade o Navio de Batalha Terrestre da Família Real, onde o Governador-geral da Área Eleven está e o obriga a dar ordem de cessar fogo. Então identifica-se como Lelouch Vi Britannia, seu irmão, e garante ter voltado com o intuito de mudar tudo. |                                      |                   |
| 3 | "A colega de classe mentirosa"       | ASA               |
| Lelouch atira em Clovis. No dia seguinte, usa o Geass em Kallen para certificar-se de que era ela a piloto do Glasgow. Quando ordena que ela não comente nada sobre Shinjuku e volte à sala, percebe que cometeu um erro, pois seu Geass não funcionou. Testa depois a habilidade em um professor e percebe que não se pode usá-lo mais de uma vez por pessoa. Tanto Kallen como Lelouch ficam então ansiosos por resolver este desentendimento. Com medo que sua identidade seja revelada, considera matar Lelouch, mas recebe uma ligação gravada de Lelouch e acredita ter se enganado. Lelouch diz que Shinjuku era um código sobre um jogo online, e consegue escapar assim. Suzaku Kururugi é acusado e detido pela morte de Clovis. |                                      |                   |
| 4 | "O nome é Zero"                      | ASA               |
| Lelouch apresenta-se para Kallen e seus companheiros como Zero: aquele que pretende derrotar a Britannia. Como ninguém confia em quem não revela o rosto, promete tornar o impossível possível. Suzaku é escoltado até a corte por Nightmares da facção purista (os que assumiram o poder após a morte do príncipe e que são totalmente contra eleven nas tropas). Zero surge em uma réplica do carro pessoal de Clovis, e propõe a troca do eleven acusado pela bomba de gás (que Jeremiah não sabe ser falsa). Com a exitação, Zero se aproxima um pouco mais e usa o Geass: Jeremiah agora não permitirá interrupções com todas as suas forças. Zero então escapa com Suzaku para a base dos terroristas. Lá convida-o para lutar junto com si contra o podre império, mas Suzaku recusa, acreditando que os fins não justificam os meios e que o sistema precisa ser mudado por dentro. Zero acha-o idiota, mas Suzaku não se importa e volta à corte para seu julgamento. |                                      |                   |
| 5 | "A princesa e a bruxa"               | ASA               |
| Lelouch não consegue ter nenhuma pergunta respondida por C.C., que estava em seu quarto. Jeremiah está gerando desconfiança dentro de sua própria facção. Suzaku é absolvido por falta de provas, e na saída do tribunal Euphemia cai de algum andar em seus braços. Ela pede que ele a guie numa "excursão" a pé pela cidade, com a última parada em Shinjuku. Lá presenciam uma tentativa dos demais puristas de matarem Jeremiah. Suzaku pilota Lancelot para cessar a disputa, mas Euphemia, irmã da atual governadora-geral Cornelia, passa a comandar e ordena cessar fogo. Euphemia pergunta à Suzaku se este deseja emprestar-lhe a força para construir um mundo em que as pessoas não percam mais seus entes queridos, e ele responde sim. Suzaku começa a estudar na Academia Ashford. |                                      |                   |
| 6 | "A máscara roubada"                  | ASA               |
| Suzaku tem a camisa pixada por estudantes britannianos. Como a máscara de Zero é "roubada" por um gato, todos na escola começam a buscá-la, mas Lelouch consegue mantê-la em segredo. É exibido o funeral do príncipe Clovis e Lelouch fica irritado com o discurso de seu pai. |                                      |                   |
| 7 | "Ataque Cornelia"                    | ASA               |
| Shirley acha que Kallen está saindo com Lelouch, e conta como passou a gostar dele à Suzaku. Cornelia, a governadora geral, invade um gueto e massacra os elevens habitantes, de forma propositalmente similar à Shinjuku, numa tentativa de atrair Zero e capturá-lo. C.C. tenta impedir, mas Lelouch não desiste da ideia de ir lá. Lelouch então comanda alguma resistência existente no momento, mas tem suas táticas previstas por Cornelia. Percebendo que não poderiam fazer nada quanto à guarda pessoal de Cornelia, os subordinados de Zero desertam. Com todos os Shuterlands organizando-se em uma formação específica em frente ao Navio de Batalha Terrestre Imperial, Zero vai junto, e percebe estar encurralado. Cornelia ordena que todos abram as escotilhas e mostrem seus rostos. Na vez de Lelouch, surge C.C. vestida de Zero no alto de um prédio, atraindo todas as tropas para o local e permitindo com isto a fuga de Lelouch. |                                      |                   |
| 8 | "A Ordem dos Cavaleiros Negros"      | ASA               |
| Shirley, Milly e a garota de óculos vão para um hotel, coincidentemente onde está havendo a Convenção Anual da Sakuradite. Esta convenção determina o destino do minério de máxima importância para a indústria mecatrônica da Britannia, e a Área Eleven é a que possui as maiores jazidas. Ciente disto, uma divisão da Frente de Libertação do Japão invade o hotel e usa os britannianos de reféns. Cornelia decide massacrar todos que estão lá dentro, para conseguir exterminar a Frente de Libertação, mesmo sabendo que a princesa Euphemia também está lá. A Frente de Libertação não está ciente de que Euphemia está lá. Zero apresenta-se para Cornelia, propondo salvar Euphemia. Cornelia, aceita, pois sempre teve uma relação forte com Euphemia. A Frente de Libertação admite a entrada de Zero, por curiosidade acerca dele. Cornelia decide então aniquilar a Frente junto com Zero, e ordena que Suzaku sirva de isca. Zero ordena que os líderes da Frente se matem, e assim a ação deles é neutralizada. Suzaku tem uma ação melhor do que a esperada, eliminando a necessidade de ação das demais tropas de Cornelia. Zero explode os prédios e, em seguida, inicia uma transmissão de TV onde mostra que salvou os reféns e explica que não está do lado dos eleven nem dos britannianos, mas dos mais fracos. Apresenta então a Ordem dos Cavaleiros Negros. |                                      |                   |
| 9 | "Refrain"                            | ASA               |
| A Ordem dos Cavaleiros Negros invade um depósito de droga Refrain, que tem grande apelo entre os eleven. Neste ataque, usa o Guren Mk II, dado por "Kyoto". Kallen encontra sua mãe no interior do galpão e a salva, mas esta sofre sérios efeitos colaterais devido ao consumo da droga, e fica inconsciente no hospital. |                                      |                   |
| 10 | "As danças de Guren"                 | ASA               |
| A Ordem dos Cavaleiros Negros recebe dezenas de Butais, versão japonesa dos Glasgows do Império. "Kyoto" lhes dá o Guren Mk. II, de tecnologia totalmente japonesa, e Zero escolhe Kallen como piloto. As tropas de Cornelia fazem um enorme ataque à sede da Frente de Libertação do Japão. Sendo informado pelo jornalista britanniano que fez a cobertura da libertação de Suzaku, Zero toma conhecimento e prepara uma enorme emboscada. Facilmente destrói a maior parte das tropas de Cornelia. |                                      |                   |
| 11 | "Batalha em Narita"                  | ASA               |
| A guerra em Narita prossegue. Tohdo, da Frente de Libertação Nacional, chega com vários Butai Kai, melhores que os Glasgows, e ataca a guarda pessoal de Cornelia. Zero, percebendo a mudança na situação da batalha, dirige-se ao local onde está Cornelia. Quando Cornelia está a ponto de ser derrotada por Zero, surge Lancelot e impede o acontecimento. Guren luta com igualdade contra Lancelot, mas ao despencar de uma ribanceira, tem o poder do braço direito desabilitado. Zero então decide abandonar a luta, já que não teria nenhum ganho significativo nela mais. Cornelia ordena recuo, após igual percepção. Porém, ordena que Lancelot capture Zero. Zero é obrigado a sair de seu KnightMare, e fica imóvel em frente ao Lancelot. Quando Lancelot lhe aponta uma arma, surge C.C., que, ao tocar na máquina, faz Suzaku ter lembranças assustadoras. Zero, ao tocar em C.C., consegue ver as lembranças assustadoras dela. Suzaku enlouquece e inicia um ataque frenético sem alvo definido. Com isto, Zero escapa. Orange não morre. |                                      |                   |
| 12 | "O mensageiro de "Kyoto""            | ASA               |
| Cornelia se reúne com outros líderes da colônia para discutir o porquê dos guetos permanecerem intocados pelo governo imperial. Surge um misterioso homem de fones-de-ouvido. Zero encontra-se com o velho dono da corporação de extração de Sakuradite, que finge ser obediente ao governo mas é um dos doze maiores financiadores da resistência japonesa. Como o velho desejava que Zero revelasse seu rosto, a seu pedido, Ohgi tir a máscara de Zero, revelando C.C.. Zero então sai de um KnightMare, após derrotar os outros presentes, e, encoberto pela máquina, mostra seu rosto. O velho fica feliz ao avistar o hóspede que esteve no templo Kururugi há oito anos, e dá seu total apoio. Shirley, que havia convidado Lelouch para um encontro de ópera, fica do lado de fora, na chuva. Quando Lelouch chega da reunião com "Kyoto", encontra-a e vai ter com ela. Esta revela-o que seu pai foi morto no desmoronamento que Zero causou em Narita, e chora. Lelouch e Shirley se beijam. |                                      |                   |
| 13 | "Shirley e a ponta da arma"          | ASA               |
| Shirley é informada por Viletta que Lelouch pode fazer parte da Ordem dos Cavaleiros Negros. Zero explode um petroleiro cheio de Sakuradite da Frente de Libertação Nacional, eliminando o líder e uma significativa parte das tropas da resistência, além dos KnightMares marítimos imperiais que estavam tomando a embarcação. Tohdo não havia chegado ainda. Zero então inicia um ataque contra as tropas do Império. Guren prende o KnightMare de Cornelia antes que possa ser ativado, e Zero aponta uma arma para ele. Como vê Shirley mais atrás, Zero exita, dando tempo para a chegada de Lancelot. Enquanto estava ocupada com Cornelia, Kallen permitiu que Lancelot desferisse uma série de ataques contra o Burai de Zero, deixando inteira somente na cápsula do piloto. Neste momento, Guren começa o ataque contra Lancelot. Shirley avista a cápsula de piloto aberta e uma arma no chão, e com isto deseja matar Zero. Quando a máscara de Zero cai, revelando Lelouch, Shirley se detém. O misterioso homem de fones-de-ouvido continua trafegando pela cidade. |                                      |                   |
| 14 | "Geass vs Geass"                     | ASA               |
| Guren escapa, pois Lancelot é ordenado a proteger a Governadora-Geral. Zero acorda, percebe que sua arma foi roubada e vê uma mancha de sangue no chão. Supõe então que alguém roubou sua arma e outra pessoa levou o tiro. Preocupa-se com a possibilidade de terem descoberto sua identidade, e lembra-se de ter visto Shirley na área da batalha. O misterioso homem de óculos e fones-de-ouvido se apresenta como Mao para Shirley. Revela saber que Zero é Lelouch e que Shirley matou Viletta. Enquanto Lelouch e C.C. buscavam, separados, por Shirley, Mao aparece e leva Lelouch para o topo de Narita, num bonde, para encontrarem Shirley. Lá chegando, Lelouch descobre que Mao tem um Geass de leitura mental. Shirley atira em Lelouch, de raspão. Quando Mao percebe que a garota não mataria Lelouch, entra no bonde para pegar uma escopeta, mas C.C. ativa o sistema e Mao se vê preso e distanciando-se. Revela ser obcecado por C.C., e fica em êxtase ao avistá-la. Lelouch e Shirley conseguem reconciliar-se. Lelouch não tem coragem de matá-la, e sente-se culpado por envolvê-la nisto, então usa o Geass e ordena que ela esqueça suas relações com ele. |                                      |                   |
| 15 | "O humorado Mao"                     | ASA               |
| Lelouch enfurece-se com C.C. por ela ter proposto o contrato a ele e a Mao mesmo sabendo a consequência de não ser possível desabilitar o poder em alguma circunstância. Policiais controlados pelo Geass de Lelouch atiram em Mao. Vileta é salva por Oughi. |                                      |                   |
| 16 | "Nunnaly capturada"                  | ASA               |
| Mao, que não havia morrido, sequestra Nunnaly, levando-a para o sistema hidráulico subterrâneo da escola. Lelouch chega no local e vê Nunnaly amarrada embaixo de uma bomba. Enquanto Suzaku fica, Lelouch vai até a sala onde Mao está e tem um jogo de xadrez contra ele, no qual as peças capturadas iam sendo colocadas em uma balança que poderia detonar ou desativar a bomba, dependendo do resultado. Lelouch perde, mas a bomba não detona, pois ele havia usado o Geass em si mesmo para esquecer ter dito a Suzaku para desativar a bomba. Como Mao estava concentrado demais, não percebeu Suzaku se aproximando. Mao revela todos os pensamentos de Suzaku em relação à morte de seu pai. Lelouch usa o Geass nele, mandando que se calasse. Mao foge, mas C.C. o mata. |                                      |                   |
| 17 | "Cavaleiro"                          | ASA               |
| Lelouch mantém segredo sobre a morte de Gembu Kururugi. Ocorre o evento de inauguração do Museu Clovis. Euphemia fica aborrecida ao perceber que deveria dar o prêmio somente a um britanniano. Como a execução de Tohdo se daria em simultâneo, a Ordem dos Cavaleiros Negros auxilia o que restou da Frente de Libertação do Japão no resgate. Tohdo, já sem propósito de vida agora que seu líder morreu, aceita tranquilamente o fuzilamento, mas Zero impede que isto ocorra. Convence Tohdo a lutar até a morte para quebrar o mito do milagre que havia realizado em batalha. Isto porquê, segundo Zero, o milagre cria a falsa ilusão de que o Japão não está tão mal, apesar de ter perdido a luta contra a Britannia. Desta forma, a população perderia as esperanças, e confiaria no Zero, que tem as condições presentes para salvar o futuro, ao invés de glórias do passado. Zero descobre que Suzaku que estava pilotando Lancelot. Com os aviões da Britannia chegando, todos fogem. Euphemia, enfurecida com as críticas que a população fazia pela atuação de Suzaku, escolhe-o como cavaleiro. |                                      |                   |
| 18 | "Uma ordem para Kururugi Suzaku"     | ASA               |
| Zero apresenta aos membros a nova hierarquia da Ordem dos Cavaleiros Negros, incluindo o restante da Frente de Libertação do Japão e Rakshata, no setor de tecnologia. Suzaku se torna o cavaleiro de Euphemia. Como um aristocrata se encontraria com Euphemia na ilha de Shikinejima, Zero planeja uma ação para capturar Suzaku. Outra motivação para Zero é o fato de que a Britannia, ao criar um heroi como Suzaku, facilitaria a acomodação por parte dos eleven, que não perceberiam a dominação a que estão sujeitos. Lancelot é levado para uma armadilha eletromagnética que o imobiliza. Zero então conversa com Suzaku, numa tentativa de persuadi-lo a entrar para a Ordem dos Cavaleiros Negros. Repentinamente Suzaku recebe uma ordem no rádio que passou pelo campo eletromagnético, ordenando que faça Zero de refém. Suzaku leva Zero para dentro do Lancelot e ambos ficam ali enquanto a Britannia dispara mísseis teleguiados com a ilha por destino. Como Kallen corre até Suzaku para salvar Zero e todos os mísseis são destruídos por tiros da Ordem dos Cavaleiros Negros, Schneizeil atira da Avalon. Ao mesmo tempo Zero usa o Geass em Suzaku. |                                      |                   |
| 19 | "Ilha dos deuses"                    | ASA               |
| Kallen, Euphemia, Lelouch e Suzaku acordam em uma ilha próxima. Euphemia revela a Zero saber que ele é Lelouch, e com isto Lelouch desiste de matá-la. Os quatro se encontram aleatoriamente, sendo Kallen refém de Suzaku e Euphemia refém de Zero. Quando Zero se movimenta, ativa algo nas ruínas que estão abaixo de seus pés, e o piso cede. Quando chegam embaixo, deparam-se com tropas britannianas investigando as ruínas de um elevador mental, algo tão secreto que nem Schneizel possuía informações. Zero e Kallen roubam o KnightMare mais próximo, o Gawain, e vão embora voando. Um ataque em massa se inicia contra a Britannia a partir de tropas japonesas. |                                      |                   |
| 20 | "Guerra em Kyushu"                   | ASA               |
| Lancelot voa até a base inimiga e inicia o ataque contra as tropas. Entretanto, o sistema de vôo consome muita energia e Lancelot perde suas armas. Gawain presenteia Lancelot com uma bateria extra e ambos lutam juntos contra o movimento de independência do Japão apoiado pela Federação Chinesa. |                                      |                   |
| 21 | "Anúncio do Festival Escolar"        | ASA               |
| Euphemia anuncia a criação do Estado Autônomo Especial Japão, enfurecendo Cornelia e Zero e deixando dúvidas na população. Zero odeia Euphemia porque o que ela fez cria uma liberdade ilusória aos eleven, fazendo a Ordem dos Cavaleiros Negros perder o propósito. A população britanniana suspeita que esta ação tenha sido realizada somente por Euphemia ter um namorado eleven. |                                      |                   |
| 22 | "A ensanguentada Euphie"             | ASA               |
| O Estado Autônomo Especial Japão é inaugurado. Lelouch tem uma conversa em particular com sua irmã aonde lhe conta que planeja levar um tiro dela para se tornar o mártir que iniciaria a verdadeira rebelião, mostrando que o "Japão" criado pela Britannia nada mais era que uma armadilha. Ia usar seu Geass nela, quando esta lhe conta que abdicou da sucessão ao trono e de seu nome como forma de pagamento pelo imenso incômodo que a criação do Estado causaria à Britannia. Lelouch, falando agora com Euphie, aceita colaborar para que possam viver em paz no Japão. Explica então a ela como conseguiu dar ordens às pessoas por tanto tempo, mas repentinamente seu Geass se ativa e Euphemia é ordenada a matar todos os japoneses. Lelouch sente-se terrivelmente culpado por ter subestimado a periculosidade do Geass. Decide então não desperdiçá-la, usando-a para seus fins: diz que ela revelou que o "Japão" era uma farsa, apenas uma armadilha para exterminar os eleven. |                                      |                   |
| 23 | "Ao menos a tristeza me acompanha"   | ASA               |
| Euphemia morre ainda dentro da Avalon, mostrando a Suzaku não saber de nada do que aconteceu. Com os vídeos do massacre divulgados na internet, uma grande rebelião se inicia no Japão. Zero ataca as bases da colônia de Tokyo, destruindo boa parte das tropas imperiais. Jeremiah, um espécime experimental, escapa da máquina onde era mantido desacordado. V.V. apresenta-se para Suzaku. |                                      |                   |
| 24 | "O estágio do colapso"               | ASA               |
| As tropas britannianas refugiam-se no prédio principal do governo, aguardando a chegada dos reforços da metrópole. O imperador está ausente, então quem se dirige para a Área 11 é Schneizel. Suzaku bate no conde Llloyd para tomar-lhe a chave do Lancelot e dirige-se para o local onde o Gawain está, no novo quartel general da Ordem dos Cavaleiros Negros, a Academia Ashford. Zero leva-o para a armadilha eletromagnética e autoriza Rakshata a fazer o que bem quiser com o KnightMare capturado. Zero destrói os bombardeiros que se aproximavam e aterrissa no topo do prédio do governo britanniano. Confronta Cornelia diretamente, até que ela é morta por um ataque traseiro de Darlton, que estava sob o efeito do Geass. Zero então usa o canhão de partículas em Darlton. Nina termina seus estudos com a adaptação do KnightMare civil da família Ashford, tornando-o uma arma novamente. Viletta recupera suas memórias e atira em Ohgi. V.V. leva Nunnaly embora. |                                      |                   |
| 25 | "Zero"                               | ASA               |
| Zero usa o Geass em Cornelia, que estava muito ferida mas ainda viva, e descobre que ela não tinha muitas informações sobre o assassinato de Marianne. Tudo indica uma vitória da Ordem dos Cavaleiros Negros, mas Lelouch deixa a batalha para resgatar Nunnaly, já que estava lutando por causa dela. Com isto, a Ordem fica desorganizada e começa a ter retrocesso na luta, por sentir-se abandonada sem líder algum. Kallen e Suzaku encontram-se com Zero no momento em que este ia passar pelo portal nas ruínas. Suzaku atira na cabeça de Zero, fazendo sua máscara rachar e seu rosto ser revelado. Lelouch conta que será o próximo governante do mundo, mas que não mentiu ao prometer a libertação do Japão. Kallen não acredita ter sido enganada. Suzaku e Lelouch tem então uma discussão e então um atira em direção ao outro. |                                      |                   |